# 比波斯托克
50°41′3″N 24°58′15″E / 50.68417°N 24.97083°E
比波斯托克（烏克蘭語：Білосток），是烏克蘭的村落，位於該國西部沃倫州，由盧茨克區負責管轄，始建於1528年，面積13.98平方公里，海拔高度200米，2001年人口380，人口密度每平方公里27.18人。